# Menophra brunnata
Menophra brunnata är en fjärilsart som beskrevs av Bytinsky-salz 1934. Menophra brunnata ingår i släktet Menophra och familjen mätare. Inga underarter finns listade i Catalogue of Life.